# NGC 5182
NGC 5182 ist eine Balkenspiralgalaxie vom Hubble-Typ SBbc im Sternbild der Wasserschlange, die etwa 189 Millionen Lichtjahre von der Milchstraße entfernt ist.
Sie wurde am 13. Mai 1834 von John Herschel mit einem 18-Zoll-Spiegelteleskop entdeckt, der bei zwei Beobachtungen „vF, pL, R, 50 arcseconds, has a star 7th mag N.f. distance = 10′“ und „vF, pL, lE, a vL star follows approx 12′“ notierte.